# Erzbistum Medan
Das Erzbistum Medan (lateinisch Archidioecesis Medanensis) ist eine in Indonesien gelegene römisch-katholische Erzdiözese mit Sitz in Medan.

## Geschichte
Das Erzbistum Medan wurde am 30. Juni 1911 durch Papst Pius X. aus Gebietsabtretungen des Apostolischen Vikariates Batavia als Apostolische Präfektur Sumatra errichtet. Am 27. Dezember 1923 gab die Apostolische Präfektur Sumatra Teile ihres Territoriums zur Gründung der Apostolischen Präfekturen Benkoelen und Bangka und Biliton ab. Die Apostolische Präfektur Sumatra wurde am 27. Dezember 1923 in Apostolische Präfektur Padang umbenannt.
Am 18. Juli 1932 wurde die Apostolische Präfektur Padang durch Papst Pius XI. mit der Apostolischen Konstitution Ut aucto zum Apostolischen Vikariat erhoben. Das Apostolische Vikariat Padang wurde am 23. Dezember 1941 in Apostolisches Vikariat Medan umbenannt. Das Apostolische Vikariat Medan gab am 17. November 1959 Teile seines Territoriums zur Gründung der Apostolischen Präfektur Sibolga ab.
Am 3. Januar 1961 wurde das Apostolische Vikariat Medan durch Papst Johannes XXIII. mit der Apostolischen Konstitution Quod Christus zum Erzbistum erhoben.

## Ordinarien

### Apostolische Präfekten von Sumatra
- Giacomo Cluts OFMCap 1911–1916
- Liberato da Exel OFMCap, 1916–1921
- Mattia Leonardo Trudone Brans OFMCap, 1921–1923

### Apostolische Präfekten von Padang
- Mattia Leonardo Trudone Brans OFMCap, 1923–1932

### Apostolische Vikare von Padang
- Mattia Leonardo Trudone Brans OFMCap, 1932–1941

### Apostolische Vikare von Medan
- Mattia Leonardo Trudone Brans OFMCap, 1941–1954
- Antoine Henri van den Hurk OFMCap, 1955–1961

### Erzbischöfe von Medan
- Antoine Henri van den Hurk OFMCap, 1961–1976
- Alfred Gonti Pius Datubara OFMCap, 1976–2009
- Anicetus Bongsu Antonius Sinaga OFMCap, 2009–2018
- Kornelius Sipayung OFMCap, seit 2018